# Elli Pikkujämsä
Elli Pikkujämsä, född 24 oktober 1999 i Åbo, är en finländsk fotbollsspelare som representerar KIF Örebro och det finländska landslaget.